# 先源乡
先源乡，是中华人民共和国黑龙江省绥化市安达市下辖的一个乡镇级行政单位。

## 行政区划
先源乡下辖以下地区：
友谊村、二龙山村、红星村、富强村、红旗村、八里岗村、青龙河村、黑鱼泡村和三岔河村。